# Deidamia (Händel)
Deidamia és una òpera italiana en tres actes composta per Georg Friedrich Händel. El llibret és de Paolo Antonio Rolli (poeta italià instal·lat a Londres), basat en el mateix llibret de Pietro Metastasio, ja utilitzat per Antonio Caldara.
Deidamia és l'última òpera composta per Händel, completada el 20 de novembre de 1740 i estrenada als Lincoln's Inn Fields de Londres el 10 de gener de 1741, amb la soprano Elisabeth Duparc La Francesina en el paper de Deidamia. Com en les darreres òperes de Händel, s'allunya de la gravetat i seriositat habitual en obres inspirades en temes clàssics i tant la música com el llibret introdueixen un cert grau de comèdia i cinisme en els personatges.

## Discografia
| Any  | Director      | Orquestra                | Cantants                                     | Editorial                   | Notes                  |
| ---- | ------------- | ------------------------ | -------------------------------------------- | --------------------------- | ---------------------- |
| 2001 | Rudolf Palmer | Brewer Chamber Orchestra | Julianne Baird Brenda Harris John Cheek      | Albany Records              |                        |
| 2002 | Alan Curtis   | Il Complesso Barocco     | Simone Kermes Anna Bonitatibus Antonio Abete | Accademia Musicale Chigiana |                        |
| 2003 | Alan Curtis   | Il Complesso Barocco     | Simone Kermes Anna Bonitatibus Antonio Abete | Virgin Classics             | reedició de l'anterior |